# Overlord (novela ligera)
Overlord (オーバーロード lit. Señor supremo?) es una serie de novelas ligeras japonesas escritas por Kugane Maruyama e ilustradas por So bin. Empezó su serialización en línea en 2010, antes de ser adquirido por Enterbrain. Dieciséis volúmenes han sido publicados desde el 30 de julio de 2012. Una adaptación a manga con ilustraciones de Hugin Miyama empezó a publicarse en la revista seinen Comp As de Kadokawa Shoten el 26 de noviembre de 2014. Un anime de 13 episodios producido por Madhouse se emitió del 7 de julio de 2015 al 29 de septiembre de 2015. Una segunda temporada se empezó a emitir el 9 de enero de 2018 al 3 del abril del mismo año. Después en el mismo año se empezó a emitir la tercera temporada con una duración de 13 episodios. Una cuarta temporada se emitió el 5 de julio de 2022.

## Argumento
En el año 2126, se decide descontinuar el DMMORPG Yggdrasil, un juego que ha sido el más popular durante los últimos doce años, pero que ha caído en desuso con el tiempo. El día que debían cerrarse los servidores del juego, Momonga, líder del gremio Ainz Ooal Gown, una vez compuesto por 41 miembros y acreditado como uno de los gremios más fuertes del juego, decide permanecer en línea hasta que el juego sea cerrado a modo de despedida de ese lugar tan especial para él.
Tras la hora de cierre de los servidores, Momonga descubre que han sucedido cosas impresionantes y misteriosas. Aún está en la Gran Tumba de Nazarick, que es la base y hogar del gremio Ainz Ooal Gown, también se ha convertido realmente en su personaje con todos los poderes y habilidades que ello implica, los NPC que le sirven ahora son seres conscientes y la gran tumba ya no está en los pantanos de Yggdrasil, sino que ha sido enviada a un mundo de fantasía donde la magia y las criaturas místicas existen.
Momonga decide que si ha de existir en ese mundo aspirará a la grandeza y descubrirá si algún otro jugador fue arrastrado allí como él. Por ello, cambia su nombre a Ainz Ooal Gown y decide convertirse en alguien tan famoso y temido que sea conocido en todo ese mundo. Así, además de lograr la gloria, cualquier otro jugador extraviado sabrá que allí hay alguien de tan poderoso gremio.
Ahora, como Ainz Ooal Gown, el protagonista comienza a recorrer el mundo disfrazándose como aventurero, hechicero, mercenario, salvador o conquistador haciendo uso de la experiencia y habilidades que ha obtenido en el juego. Haciendo, de la Gran Tumba de Nazarick, un lugar en la historia de ese mundo.

## Personajes

### La Gran Tumba de Nazarick
Ainz Ooal Gown ( アインズ・ウール・ゴウン?)
Seiyū: Satoshi Hino, Víctor Hugo Aguilar (español latino)
El personaje principal y el único miembro restante del Gremio de Ainz Ooal Gown. Originalmente era un simple asalariado jugador de juegos en línea, pero después de acabar atrapado en el juego, se decide hacer una leyenda en el Nuevo Mundo, con la meta de encontrar a sus viejos compañeros de gremio, desde entonces no tiene ningún amigo o familia en el mundo real. Ahora tiene la forma de Momonga, el personaje que creó y utilizaba en Yggdrasil, el cual quienes han visto catalogan como un Elder Lich, aunque Ainz ha señalado que esta no es realmente su raza. Esta forma significa no necesita comer o dormir, no puede ser envenenado o asesinado por medios convencionales, e inmunidad al control mental, pero también suprime sus emociones y empatía. Tras llegar al nuevo mundo decide cambiar su nombre a Ainz Ooal Gown, que hasta ese momento era el nombre de su disuelto gremio de jugadores con quienes creó Nazarick, planteándose como objetivo ganar fama y reconocimiento mundial no solo para obtener gloria, sino también con la esperanza de que si algún otro jugador de Yggdrasil o un miembro de su gremio hayan llegado a este mundo sepan que él esta ahí. Debido a su anterior nivel alto (Nivel 100) en Yggdrasil, puede fácilmente dominar incluso al más fuerte mago lanzador de conjuros en el Nuevo Mundo y aun cuando carece de habilidades de guerrero él la compensa con fuerza bruta que puede superar por mucho a los mejores aventureros (los de rango adamantio). Cuando Ainz viaja como un aventurero, utiliza el alias "Momon" el cual luego de un tiempo se convierte en "Momon el Héroe Oscuro".
Albedo (アルベド?)
Seiyū: Yumi Hara, Guadalupe Macedo (español latino)
Líder de los Guardianes de Piso y uno de los más poderosos NPC en Nazarick. Toma la forma de una atractiva súcubo de vestido blanco y cabellera y alas negras. Minutos antes del cierre de Yggdasil Ainz modificó sus ajustes de personalidad convirtiéndola de ser una ninfómana promiscua a estar locamente enamorada de él, sin imaginar que instantes después cobraría vida. Las obsesiones románticas de Albedo son tan fuertes que Ainz en ocasiones no encuentra forma de controlarla; aun cuando la considera hermosa y hasta imagina una relación con ella opta simplemente por ignorarla ya que en su condición (un esqueleto) no puede satisfacerla. A pesar de ser un súcubo y de su configuración de personalidad previa, Albedo aún es virgen y no acepta la posibilidad de intimar con nadie que no sea Ains, lo que en ocasiones se vuelve contraproducente debido a su naturaleza demoníaca.
Mientras intenta actuar tranquila, cuando actúa en su función, cualquier insulto percibido contra Ainz o Nazarick, real o imaginado, la envía a un estado de frenesí donde fácilmente puede atacar a quien tenga adelante a menos que Ainz o alguno de sus compañeros logre calmarla. Como muchos de los habitantes de Nazarick, desprecia a los humanos a quienes se refiere como "las más bajas formas de vida".
Shalltear Bloodfallen (シャルティア・ブラッドフォールン?)
Seiyū: Sumire Uesaka, Azucena Martínez (español latino)
La Guardiana del Primer, Segundo y Tercer piso de Nazarick, tiene la forma de una hermosa chica vampiro. También está enamorada de Ainz. Ella y Albedo constantemente se enfrentan por su atención al nivel de reunir partidarios para que las apoyen en su lucha por ser la primera esposa. Shalltear es uno de los guardianes más poderosos (especialmente optimizada para luchar contra no-muertos), en cuanto a fuerza de batalla general es experta tanto en combate físico como mágico. Debido a un incidente donde fue sometida a un control mental por un miembro de Black Scripture, acaba involuntariamente revelándose contra Nazarick teniendo Ainz que matarla en una pelea donde muestra su enorme habilidad y experiencia en batalla para posteriormente revivirla.
A pesar de que Albedo es considerada el guardián más poderoso de Nazarick, Ainz ha señalado que Peroronccino, el jugador que creó a Shalltear, era un obsesivo minucioso, por lo que le otorgó gran cantidad de habilidades, ítems y poderes de alto nivel al crearla, de forma que pudiera cubrir toda eventualidad en combate, por lo que incluso enfrentando a Albedo poseía la mayor probabilidad de victoria.
Ya que se supone que representa a una vampiresa que fue convertida en su niñez, su cuerpo es el un infante y un recurso humorístico muy común es que Aura y Albedo se burlen del evidente relleno que usa para simular un busto que no posee o también que abuse de las cantidades de relleno y luzca medidas desproporcionadas.
Demiurge (デミウルゴス?)
Seiyū: Masayuki Katō (drama CD, anime), César Echeverría (español latino)
El Guardián del Séptimo piso de Nazarick, con la forma de un demonio que lleva anteojos. Demiurge es considerado el NPC más malvado de Nazarick. Disfruta mucho el sufrimiento de otros, hechos claros por sus retorcidos experimentos psicológicos. Está a cargo de tácticas y el líder de los guardianes en caso de que haya que defender Nazarick. Entre los Guardianes, es uno de los más inteligentes junto a Albedo y considerado uno de los más fuertes junto a Cocytus, Pandora´s Actor y Sebas Tian (aunque Pandora´s Actor y Sebas Tian no son incluidos en la lista de guardianes ya que cuidan áreas con características especiales).
Al igual que sus compañeros su lealtad y aprecio por Ainz es absoluto e indiscutible, pero a diferencia de ellos su preocupación por Ainz lo lleva a desobedecer o ignorar sus órdenes bajo la premisa que al ser Ainz el último de los 41 seres supremos (nombre dado por los NPC a los jugadores que los crearon) tienen como deber protegerlo por lo que las órdenes de éste son irrelevantes o ilegítimas para él si pudieran representar aunque fuese un remoto peligro de que salga lastimado; es por ello que cuando Ainz enfrentó a Shalltear, Demiurge debió ser encerrado en una habitación y vigilado por Albedo y Cocytus para evitar que interviniera como tenía planeado.
Sebas Tian (セバス・チャン?)
Seiyū: Shigeru Chiba (drama CD, anime), Víctor Covarrubias (español latino)
El mayordomo del décimo piso de Nazarick, quién se especializa en combate cuerpo a cuerpo ya que es un monje nivel 100, con el poder comparable a los más fuertes guardianes de piso. Tiene el aspecto de un señor anciano con una barba arreglada y un carisma envidiable, pero es de hecho de una especie tan sabia como los Dragones. Tiene un sentido fuerte de la justicia heredado de su creador por lo que le desagrada cuando los otros Guardianes matan humanos innecesariamente. Debido a sus personalidades opuestas, él y Demiurge no se llevan bien, aunque según una teoría de Ainz puede que se deba a la rivalidad entre sus creadores.
Ainz reconoce que Sebas es el único NPC que logra intimidarlo e incluso solo recibir una mirada descontenta del anciano le resulta imponente; esto ya que el jugador que lo creó protegió a Ainz cuando aún era un débil novato del que todos abusaban en Yggdrasil y siempre se mostró inflexible en su rechazo a dejar a su suerte a los débiles, cosa que Ainz ve reflejada en las reacciones y personalidad de Sebas, esto le ayuda a conservar algo de su humanidad y gracias a lo cual se decidió a proteger la aldea Carne.
Cocytus (コキュートス?)
Seiyū: Kenta Miyake, Aldo Ramírez (español latino)
El Guardián del Quinto piso de Nazarick, tiene la forma de un enorme insecto humanoide de cuatro brazos con el poder de controlar el hielo. Tiene una personalidad que hace honor a la palabra guerrero. Está a cargo de la seguridad de Nazarick y más tarde es responsable de una tribu de hombres lagarto que Ainz le pide destruir y luego perdona a petición de él. Es un experto en el combate Armado (principalmente en espadas), a tal punto que fue capaz de matar a los Hombres Lagarto sin ninguna dificultad. Él es una de las voces de la razón de Ainz debido a que no es retorcido y maligno como sus colegas y su gran código de honor le permite ser más abierto y compasivo, al punto incluso de dejar entrar a extranjeros sin ningún disgusto o queja y pedir por la vida de los Hombres Lagartos al ver el potencial que tienen como guerreros.
Aura Bella Fiora (アウラ・ベラ・フィオーラ?)
Seiyū: Emiri Katō (drama CD, anime), Isabella Arellano (español latino)
Una de los Guardianas del Sexto piso de Nazarick, junto a Mare su hermano gemelo. Es muy energética y extrovertida, al contrario que su hermano. Aura es una elfa oscura de 70 años, a pesar de tener el aspecto de una infante, que viste pantalones chaqueta blanca lo que le da un aire andrógino a su apariencia. A pesar de encontrarse constantemente discutiendo, ella y Shalltear son bastante cercanas ya que los jugadores que las crearon son hermanos y la relación conflictiva pero cariñosa de ambos se ve reflejada en la personalidad de sus creaciones.
Aura se especializa en domar bestias y luchar con una larga espada segmentada, a modo de látigo. Junto a su hermano son unas de las pocas personas a quienes Demiurge demuestra verdadero afecto ya que las trata como si fueran su familia.
Mare Bello Fiore (マーレ・ベロ・フィオーレ?)
Seiyū: Yumi Uchiyama (drama CD, anime), Estephania Estrada (español latino)
Uno de los Guardianes del Sexto piso de Nazarick junto a Aura su hermana gemela. Es bastante tímido e inseguro en comparación a su hermana, pero puede luchar con una crueldad comparable a los demás guardianes. Como su hermana, es un Elfo Oscuro y se especializa en Magia Druida, capaz de Controlar la tierra a su antojo.
Su aspecto es engañoso ya que viste ropas femeninas a pesar de ser varón e identificarse a sí mismo como tal, según él explica esta incongruencia se debe a que el jugador que lo creó lo diseñó para ser un otokonoko, reconociendo también que no sabe que significa esa palabra más allá de que es la explicación a su apariencia. Es un gran admirador de Ainz debido a su increíble magia y a la forma bondadosa con que lo trata.
Pandora's Actor (パンドラズ・アクター?)
Seiyū: Mamoru Miyano (drama CD, anime), Daniel Valladares (español latino)
El Guardián de Área a cargo de la Tesorería y las finanzas de Nazarick, quién fue creado por Ainz. Es un Doppelgänger que reúne en su personalidad y apariencia de todo lo que al usuario de Momon le gustaba en los primeros tiempos de Yggdasil, cuando aún era un muchacho inmaduro. Pandora's viste el uniforme de un oficial alemàn de inicios del siglo XX, habla exagerando sus gestos y lenguaje corporal ya que su cabeza es solo una esfera ovalada con tres agujeros a modo de ojos y boca. Su existencia avergüenza a Ainz, pero al mismo tiempo sabe que es el NPC que más puede confiar y único de los pocos miembros que pueden acatar todas las tareas su maestro sin malentender sus intenciones. Es del mismo nivel que los Guardianes de Piso y puede copiar el aspecto y habilidades de cualquiera que haya visto, incluso el de los 41 seres supremos (los miembros del gremio de Ainz Ooal Gown). Es considerado a la par de Demiurge y Albedo en cuanto a intelecto y su fuerza iguala o supera a la de los guardianes.

#### Miembros de las Pleiades
Narberal Gamma (ナーベラル・ガンマ?)
Seiyū: Manami Numakura (drama CD, anime), Camila Vázquez (español latino)
Una de las Pleiades, sirvientas de combate del Décimo piso bajo el mando Sebas Tian. Es una Doppelgänger y una de las sirvientas con mayor apariencia humana, es la compañera de "Momon"(nombre que utiliza Ainz en su papel de aventurero) en las expediciones de exploración de nuevos mundos disfrazada como la aventurera Nabe. Ella está muy orgullosa de este deber, a menudo "lleva" una placa de honor que le gusta. Aun así, le agrada más Nazarick, ya que guarda gran desdén hacia los humanos comparándolos a menudo con insectos a pesar de las peticiones de Ainz de que abandonara la costumbre, al volverse famosa todos las personas solo lo consideraron un rasgo de su carácter que solo la hacía ver más bonita y Ainz simplemente desistió de reprenderla. Mientras opera como miembro del equipo de aventureros rango adamantio, "Oscuridad", Narberal opera bajo el alias de "Nabe", el cual viene de "Nabe, La Hermosa Princesa". Cuando "La Oscuridad" se vuelve famosa, Narberal a menudo es comparada con la "Princesa Dorada" de Re-Estize, considerada la más hermosa de todo los reinos por muchos de los habitantes del país. Apoya a Albedo en su búsqueda de una relación con Ainz aunque ella misma algunas veces piensa en Ainz románticamente.
Yuri Alpha (ユリ・アルファ?)
Seiyū: Hiromi Igarashi (drama CD, anime), Mireya Jáurez (español latino)
Vice-Capitán del Pleiades. Es una Dullahan, le gusta Sebas y al igual que él, no le gusta matar humanos sin razón. Por las otras Pleiades es visto su comportamiento como la de una profesora más que como la de un superior. Fue considerada para acompañar a Ainz en su exploración por su apariencia humana, pero se decidió por Narberal en cambio. Lo cual lamenta después de haber presenciado el comportamiento de Narberal hacia los humanos.Es una de las dos pleiades que tienen karma positivo
Solution Epsilon (ソリュシャン・イプシロン?)
Seiyū: Ayane Sakura (drama CD, anime), Yanelly Sandoval (español latino)
Una de las Pleiades. Es una Slime y una de las más peligrosas Pleiades para los humanos, desde que Shalltear le permitió tener a uno de los bandidos disfruta devorar los humanos vivos pidiendo siempre en las recompensas de Ainz un humano para jugar. Una asesina y envenenadora que puede decidir proteger o disolver las cosas que absorbe, también pueda controlar la velocidad de su digestión. Se lleva bien con Shalltear debido a sus gustos similares y su tendencia a jugar con la comida. Pertenece a los que apoyan a Shalltear en su búsqueda de ser la primera esposa de Ainz.
Entoma Vasilissa Zeta (エントマ・ヴァシリッサ・ゼータ?)
Seiyū: Kei Shindō (drama CD, anime), Jessica Monzón (español latino)
Una de las Pleiades. Un arácnido a quién le gusta depredar humanos (en particular varones). Su cara es de hecho una concha de bicho que esconde su verdadera cara, mientras disfraza su voz con la de una chica linda utilizando un parásito que puede robar la voz de su víctima humana. La voz original es dura y áspera, similar a la de Cocytus. Ella guarda un rencor grande contra una aventurera rango adamantio, un vampiro de nombre Evileye quién le dio algo cercano a una humillante derrota y destruye su voz linda en el proceso, al punto de pedirle a Ainz que le dé a ella la tarea de matarla si la ocasión lo permite.
Lupusregina Beta (ルプスレギナ・ベータ?)
Seiyū: Mikako Komatsu (drama CD, anime), Monserrat Pérez (español latino)
Una de las Pleiades. Es una mujer-lobo con una muy brillante y extrovertida personalidad. Es sociable y amistosa hacia humanos, aunque es sólo una máscara para encubrir su personalidad brutal, astuta y retorcida (le encanta jugar con sus presas). También le gusta hacer chistes lascivos. Es una druida capaz de utilizar magia de curación. Lupusregina es más tarde asignado por Ainz para proteger los habitantes de "Pueblo Carne" después que él domara a Hamsuke, ya que su presencia mantenía los monstruos alejados del pueblo, pero ella lo mal entendió considerándolos solo simples juguetes para divertirse. Hizo falta una reprimenda de Ainz y una nueva explicación detallada para que entendiera.
CZ2128 Delta (シズ・デルタ?)
Seiyū: Asami Setō (drama CD, anime), Dayana Santiaguillo (español latino)
Una de las Pleiades. Es un autómata cuyas armas aparentan ser bastante futuristas comparados al cuadro de la historia. Su personalidad es silenciosa y sin emociones, pero le desagrada el canibalismo y gusta de las cosas lindas. Su personalidad es bastante neutra al igual que su apariencia es más humana. Es considerada una ídolo por la sirvientas de bajo rango de Nazarick siendo la más popular entre ellas de todas las Pleiades debido a su alto conocimiento de la tumba.
Aureole Omega (オーレオール・オメガ?)
Es la hermana menor de todas las Pleiades (es mencionada tanto en las novelas ligeras, como en las adaptaciones al anime), la guardiana de área del Santuario de los Cerezos en Flor ubicado en el octavo piso y la líder de las Pleiades Seven Sisters, además de ser una de las entidades más poderosas en Nazarick (siendo de nivel 100), debido a que con sus buffeos ella puede hacer que un o varios NPCs pueda aumentar sus habilidades (como con Cz Delta Greater Doppelgänger en la batalla contra Ainz en el Reino Santo, en donde logró hacer que ella pudiera hacerle frente a Ainz) . Es la única humana en todo Nazarick, pero a diferencia de humanos normales ella es inmortal, además viste con un taje tradicional Miko. Ella esta encargada de cuidar el arma de gremio de Ainz ooal Gown y también es la controladora del sistema de tele trasportación interno de Nazarick. Se encuentra bajo las órdenes directas de Ainz, respondiendo únicamente a él y a nadie más, ni siquiera al guardián del octavo piso Victim. En el santuario ella tiene sirvientes como  Uka-no-Mitamas y Ootoshis, los cuales se encuentran bajo sus órdenes y que según su hermana mayor Yuri Alfa, tienen el deber sagrado de defender el dominio de Aureole, debido a que este lugar es la última línea de defensa del octavo piso y por ende si esta área cayese, habría vía libre para bajar al vulnerable noveno piso y por ende el comienzo del fin de Ainz ooal Gown.

### El Nuevo Mundo
Gazef Stronoff (ガゼフ・ストロノーフ?)
Seiyū: Hiroshi Shirokuma (anime)
Gazef es el Capitán Guerrero del reino de Re-Estize (Título creado solo para él). Es el guardaespaldas personal del Rey y considerado el Guerrero más Fuerte de Re-Estize. Solo los nobles pueden ser "Caballeros" en el Reino. Gazef comanda sus tropas "de Guerreros propia" quienes son personas mayormente humildes y con una fuerza bastante superior a la de los caballeros. muere a manos de ainz después de que este lo retara a un duelo
Nigun Grid Luin (ニグン・グリッド・ルーイン?)
Seiyū: Takehito Koyasu (anime)
Un capitán de la teocracia Slane enviado para matar a Gazef Stronoff. Arrogante y religioso, su scripture está a cargo de las secretas campañas genocidas en contra de los no-humanos. Después de que Ainz fácilmente masacrara a sus hombres, es capturado, junto con varios hechiceros de la Teocracia Slane, y torturado hasta la muerte por Demiurge.
Enri Emmot (エンリ・エモット?)
Seiyū: Mao Ichimichi (anime)
Una chica del "Pueblo Carne" quién fue salvada por Ainz de soldados de las Sol Scripture. Ainz Le da un cuerno que convoca duendes que finalmente utiliza para proteger su pueblo. Enri comparte un vínculo cercano con su amigo de la infancia Nfirea. Luego de que Nfirea se mudara a "Pueblo Carne" se da cuenta del amor que siente por él y se hacen novios. Posteriormente se vuelve la líder de "Pueblo Carne" y cuando sopla el segundo cuerno para salvar al pueblo del ataque del príncipe heredero de Re-Estize obtiene un ejército de duendes que le permite salvarlo.
Nfirea Bareare (ンフィーレア・バレアレ?)
Seiyū: Ayumu Murase (anime)
Un famoso farmacéutico de la ciudad E-Rantel. Es el nieto de Lizzie Bareare y el amigo de la infancia de Enri Emmot. Tiene un talento innato de ser capaz de utilizar cualquier elemento mágico. Es atacado en E-Rantel y salvado por Ainz a cambio de todas las pertenencias de su abuela, y ordenado después que por seguridad se fuera a "Pueblo Carne". Nfirea porta sentimientos románticos para Enri y después de mudarse a "Pueblo Carne" para crear una nueva poción de curación por órdenes de Ainz, logra que ella acepte su amor impresionándola con su valor y habilidades con la magia.
Brita (ブリタ?)
Seiyū: Satsuki Yukino (anime)
Una aventurera de nivel hierro, a quien Ainz le rompió accidentalmente una poción azul de sanación, recibiendo esta en compensación una poción roja de sanación, extremadamente rara. Durante su encuentro con Shalltear, esta poción salva su vida, ya que al ver Shalltear dicha poción, la reconoce, y no asesina a Brita.
Lizzie Bareare (リィジー・バレアレ?)
Seiyū: Ikuko Tani (anime)
Abuela de Nfirea, considerada la mejor farmacéutica en E-Rantel.
Clementine (クレマンティーヌ?)
Seiyū: Aoi Yūki (drama CD, anime)
Una guerrera clandestina de Zuranon y anterior miembro de la Escritura Negra, la más fuerte de la Teocracia Slane. Una psicópata obsesionada con causar dolor y muerte, su armadura está hecha de las medallas que ha sacado a los aventureros que ha matado. Ella era socia de un necromancer de nombre Khajiit, cuyo objetivo es volver E-Rantel en una ciudad de no-muertos. Los planes de Clementine son desbaratados por Ainz, quién fácilmente aplasta su cuerpo con un abrazo llamado (danza de la muerte).
Khajiit Dale Badantel (カジット・デイル・バダンテール?)
Seiyū: Minoru Inaba (drama CD, anime)
Uno de los doce miembros de núcleo de Zuranon, con el objetivo de convertir a E-Rantel en una ciudad de no-muertos y convertirse en un Lich inmortal. Narberal lo asesina con su magia de relámpagos de 7° nivel en su encuentro a las afueras de E-Rantel.
Hamsuke (ハムスケ Hamusuke?)
Seiyū: Akeno Watanabe (drama CD, anime)
Es un Djungarian Hámster (esencialmente un hámster gigante con una cola tan dura como el hierro) que anteriormente vivía en los bosques cercanos al Pueblo de Carne. Siendo originalmente conocido como "El Rey Sabio del Bosque", y siendo la criatura más fuertes del bosque. Cuando Ainz se dirige a buscarlo, bajo el nombre de "Momon", para aumentar su fama (con la ayuda de Aura), lo derrota fácilmente con un debuff de miedo, y luego lo doma, nombrándolo "Hamsuke". Hamsuke entonces se une al grupo de aventureros de Momon, "Oscuridad", y lo registra en el gremio de aventureros. Hamsuke es notablemente inteligente y capaz de hablar el lenguaje humano. Después de unirse a Oscuridad, Hamsuke se dedica totalmente a "Momon", a pesar de su dificultad para llevarse bien con Narberal (como Narberal a menudo lo maltrata).
Brain Unglaus (ブレイン・アングラウス?)
Seiyū: Koji Yusa (anime)
Un poderoso guerrero rival de Gazef. Cuando Shalltear invade su guarida y asesina a sus hombres, se encontró aterrorizado y humillado por Shalltear, ya que esta bloqueó su técnica más fuerte con su dedos desnudos. Él apenas pudo huir del Vampiro.

## Medios de comunicación

### Manga
El manga empezó serialization en Kadokawa Mensual Comp revista de As en noviembre de 2014. Historia por Satoshi Ōshio y Arte por Hugin Miyama.

#### Lista de volúmenes
| N.º | Fecha de lanzamiento     | ISBN original          |
| --- | ------------------------ | ---------------------- |
| 1   | 26 de junio de 2015      | ISBN 978-4-04-103071-4 |
| 2   | 25 de julio de 2015      | ISBN 978-4-04-103072-1 |
| 3   | 26 de diciembre de 2015  | ISBN 978-4-04-103857-4 |
| 4   | 25 de junio de 2016      | ISBN 978-4-04-104399-8 |
| 5   | 26 de agosto de 2016     | ISBN 978-4-04-104400-1 |
| 6   | 26 de diciembre de 2016  | ISBN 978-4-04-104679-1 |
| 7   | 24 de mayo de 2017       | ISBN 978-4-04-105764-3 |
| 8   | 26 de diciembre de 2017  | ISBN 978-4-04-106389-7 |
| 9   | 26 de abril de 2018      | ISBN 978-4-04-106390-3 |
| 10  | 26 de julio de 2018      | ISBN 978-4-04-107168-7 |
| 11  | 26 de febrero de 2019    | ISBN 978-4-04-107896-9 |
| 12  | 24 de septiembre de 2019 | ISBN 978-4-04-108688-9 |
| 13  | 24 de marzo de 2020      | ISBN 978-4-04-108689-6 |
| 14  | 25 de noviembre de 2020  | ISBN 978-4-04-110815-4 |
| 15  | 26 de julio de 2021      | ISBN 978-4-04-111589-3 |
| 16  | 26 de enero de 2022      | ISBN 978-4-04-111590-9 |
| 17  | 24 de junio de 2022      | ISBN 978-4-04-112615-8 |
| 18  | 25 de marzo de 2023      | ISBN 978-4-04-113501-3 |
| 19  | 26 de diciembre de 2023  | ISBN 978-4-04-114353-7 |
| 20  | 25 de septiembre de 2024 | ISBN 978-4-04-115221-8 |
| 21  | 25 de marzo de 2025      | ISBN 978-4-04-115865-4 |

### Anime
Una adaptación a serie de anime comenzó a emitirse el 7 de julio de 2015, y concluyó el 29 de septiembre de 2015, contando con 13 episodios. El tema de apertura es "Clattanoia" interpretado por "OxT". El tema de final es "L.L.L." interpretado por "MYTH & ROID". La segunda temporada se comenzó a emitir en enero del 2018, esta fue anunciada en el último volumen de la novela (9 de enero) que consta de 13 episodios.El tema de apertura es "Go cry go" interpretado por "OxT".El tema de final es "Hydra" interpretado por "MYTH & ROID".La tercera temporada se estrenó en junio del 2018 que tiene 13 episodios.El tema de apertura es "Voracity" interpretado por "MYTH AND ROID".El tema de final es "Silent solicitude" interpretado por "OxT". Ambas temporadas fueron licenciadas en Latinoamérica por Funimation Entertainment y emitidas por Crunchyroll.
Una cuarta temporada y una película que adaptaría el arco del Reino Santo, fueron confirmadas el 8 de mayo del 2021. La cuarta temporada se estrenó el 5 de julio de 2022.
El 25 de septiembre de 2020, Funimation anunció que la serie tuvo un doblaje en español latino de las tres temporadas, el cual ambas fueron estrenados el 18 de noviembre. Tras la adquisición de Crunchyroll por parte de Sony, el doblaje se trasladó a Crunchyroll. El 26 de julio de 2022, la cuarta temporada de la serie tuvo un doblaje en español latino, el cual fue estrenado por Crunchyroll.

## Recepción
En junio de 2015, con anterioridad a la liberación del anime y manga, la novela ligera tuvo aproximadamente 600 000 copias de impresión en Japón con 8 volúmenes. Para el 1 de agosto de 2015, la novela ligera y el manga tuvieron un total de un millón de copias en circulación en Japón.
El 4 de agosto, unas 600 000 reimpresiones de las novelas se anunciaron.
El 20 de agosto de 2015, el volumen 9 de la novela ligera y el volumen 2 del manga, en conjunto, poseen más de 1.5 millones de copias en circulación en Japón.